# Armand-François Chateauvieux
Pour les articles homonymes, voir Chateauvieux.
Anne-François-Raymond de Choson de Lacombe, dit Armand-François Chateauvieux ou A.-F.-R.-C.-L. Chateauvieux, né à Villefranche-de-Rouergue le 25 septembre 1770 et mort en Belgique entre 1819 et 1833, est un auteur dramatique et écrivain français.

## Biographie
Ses pièces ont été représentées, entre autres, au théâtre des Variétés, au théâtre du Palais et au théâtre de l'Ambigu-Comique. L'absence d'œuvres représentées ou éditées entre 1803 et 1815 s'explique par une condamnation à une peine de 8 ans de fers prononcée le 29 prairial an XI (19 juin 1803) par le Tribunal spécial de Paris pour faux en écriture authentique et publique.
Arrivé au bagne de Brest en juillet 1803, il y restera détenu sous le no 3052 jusqu'à sa libération le 25 juillet 1811. Bonapartiste convaincu, il salue le retour de l'Empereur de l'Ile d'Elbe en publiant l'Ambition de Napoléon dévoilée sans doute en mars. Après la chute de l'Empire, il s'attaque à Louis XVIII dès son retour sur le trône, et doit prend la route de l'exil pour éviter un nouveau séjour en prison. Le lieu et la date de sa mort que l'on peut situer entre 1819, date de la publication de sa dernière pièce, et 1833, année au cours de laquelle son épouse Marie-Anne Cayla est désignée comme veuve Lacombe dans le règlement de sa succession à Figeac, demeurent inconnus.
Chateauvieux est le trisaïeul du naturaliste et ethnographe Léon de Cessac (1841-1891).

## Œuvres
Théâtre
- 1797 : L'Assemblée électorale à Cythère, intermède en un acte, au théâtre du Palais-Royal (22 avril)
- 1799 : Maria, ou la Folie de Limberg, drame en 3 actes, avec Hector Chaussier, au théâtre de l'Ambigu-Comique (27 juin)
- 1799 : La Nouvelle Pupille, bluette allégorique en 1 acte, avec Hector Chaussier et Armand Croizette, au théâtre de la Gaîté (19 novembre)
- 1800 : Un trait d'Helvétius, comédie en un acte, mêlée de vaudevilles, avec P.G.A. Bonel et Hector Chaussier, au théâtre Molière (4 octobre)
- 1801 : Le Masque tombé, ou le Bal de l'Opéra, comédie en 1 acte, mêlée de vaudevilles, avec Armand Croizette et P.G.A. Bonel, au théâtre Molière (10 janvier)
- 1802 : Les Aveugles de Franconville, opéra en 1 acte, avec Armand Croizette, musique de Louis-Sébastien Lebrun, au théâtre Montansier (29 avril)
- 1817 : La Pièce en perce, comédie en 1 acte, mêlée de vaudevilles, avec Edmond Crosnier et Armand Croizette, au théâtre de l'Ambigu-Comique (19 juin). Imprimée en 1819 chez Fages à Paris.

Varia
- 1814 : Le Retour au bonheur, 1 volume in-12, Paris, De Bray
- 1815 : L'Ambition de Napoléon Ier dévoilée, 1 volume in-8, Paris, chez l'auteur
- 1815 : Lettre à Louis XVIII, sur son séjour à Paris, 1 volume in-4, Strasbourg, imprimerie Levrault
- 1815 : Honneur et Patrie : Vive Louis XVIII !, 1 volume in-8, Rouen, imprimerie de Ferrand fils